# Moreira (Maia)
Pour les articles homonymes, voir Moreira.
Moreira, ou Moreira da Maia est une ville du Portugal.

## Politique

### Jumelages
| Brioude |

- Brioude (France) depuis le 1er août 2007